# Mistrzostwa Świata w Lekkoatletyce 2009 – bieg na 200 m mężczyzn
Bieg na 200 m mężczyzn – jedna z konkurencji rozegranych podczas XII mistrzostw świata w lekkoatletyce.
Wymagane minimum A do udziału w mistrzostwach świata wynosiło 20.59, natomiast minimum B - 20.75.
Finał odbył się na Stadionie Olimpijskim 20 sierpnia. W biegu eliminacyjnym z powodu kontuzji nie wystąpił broniący tytułu mistrza świata Amerykanin Tyson Gay.

## Rekordy przed mistrzostwami
W poniższej tabeli przedstawione są rekord świata, rekord mistrzostw świata, rekord Polski z dnia 17 sierpnia 2009 roku
| Rekord świata            | Usain Bolt (JAM)   | 19.30 s | Pekin, Chiny       | 20.08.2008 |
| Rekord mistrzostw świata | Tyson Gay (USA)    | 19.76 s | Osaka, Japonia     | 30.05.2009 |
| Rekord Polski            | Marcin Urbaś (POL) | 19,98 s | Sewilla, Hiszpania | 25.08.1999 |

## Rekordy po mistrzostwach
W poniższej tabeli przedstawione są rekord świata, rekord mistrzostw świata, rekord Polski z dnia 20 sierpnia 2009 roku
| Rekord świata            | Usain Bolt (JAM)   | 19,19 s | Berlin, Niemcy     | 20.08.2009 |
| Rekord mistrzostw świata | Usain Bolt (JAM)   | 19,19 s | Berlin, Niemcy     | 20.08.2009 |
| Rekord Polski            | Marcin Urbaś (POL) | 19,98 s | Sewilla, Hiszpania | 25.08.1999 |

## Rezultaty finału

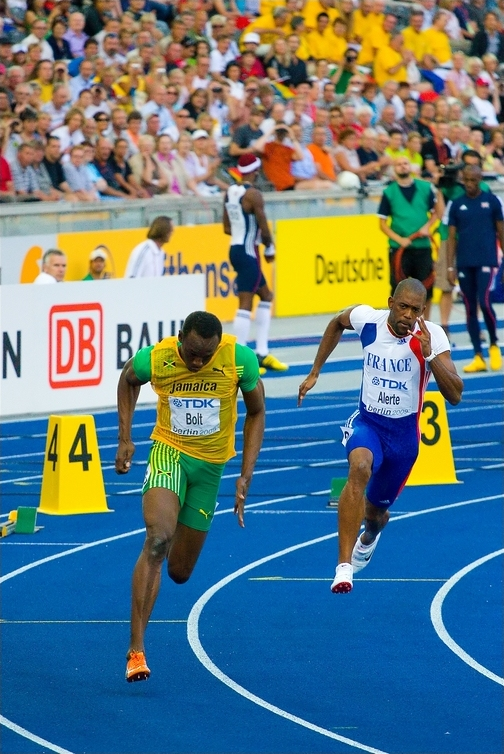
Moment startu biegu finałowego

| Lokata | Tor | Zawodnik         | Reprezentacja     | Reakcja | Czas  | Uwagi |
| ------ | --- | ---------------- | ----------------- | ------- | ----- | ----- |
| 1      | 5   | Usain Bolt       | Jamajka           | 0.133   | 19.19 | WR    |
| 2      | 6   | Alonso Edward    | Panama            | 0.179   | 19.81 | AR    |
| 3      | 4   | Wallace Spearmon | Stany Zjednoczone | 0.152   | 19.85 | SB    |
| 4      | 8   | Shawn Crawford   | Stany Zjednoczone | 0.148   | 19.89 | SB    |
| 5      | 3   | Steve Mullings   | Jamajka           | 0.146   | 19.98 | PB    |
| 6      | 7   | Charles Clark    | Stany Zjednoczone | 0.158   | 20.39 |       |
| 7      | 1   | Ramil Guliyev    | Azerbejdżan       | 0.165   | 20.61 |       |
| 8      | 2   | David Alerte     | Francja           | 0.161   | 20.68 |       |